# Cross Country (film)
Cross Country é un film canadese del 1983 diretto da Paul Lynch.

## Trama
Dopo che una donna viene trovata uccisa nel suo appartamento a New York, i sospetti cadono sul marito Evan Bley, di cui si stava divorziando, un dirigente pubblicitario che ha lasciato la città per un viaggio on the road, portandosi con sé una bellissima ragazza di nome Lois Hayes conosciuta in un bar e un senzatetto di nome John Forrest. A mettere sulle tracce dei tre fuggiaschi è il sergente della squadra Omicidi di New York Ed Roersch.